# Duas Barras
Duas Barras é um município brasileiro do interior do estado do Rio de Janeiro. Localiza-se a 22º03'04" de latitude sul e 42º31'18" de longitude oeste, a 530 metros de altitude. Possui uma área de 379,619 km². Sua população estimada segundo censo 2022 do Instituto Brasileiro de Geografia e Estatística (IBGE) é de 10.980 habitantes.

## Geografia
Segundo o Instituto Brasileiro de Geografia e Estatística (IBGE), o município tem uma área de 379,619 km².

### Clima
O clima de Duas Barras é tropical de altitude, de acordo com a Köppen e Geiger. A temperatura média anual é de 20.2°C.

## Demografia
Segundo o censo 2022 do Instituto Brasileiro de Geografia e Estatística (IBGE), a população de Duas Barras é de 10.980 habitantes sendo 5.414 homens e 5.566 mulheres. A densidade demográfico era de 28,92. Com a relação a raça desta população 5.870 era brancos, 1.827 pretos, 2 amarelos, 3.281 pardos e nenhum indígenas. Com a relação com desenvolvimento humano desta população, este município possui um IDH do Município de 0,659 que é um valor considerado médio segundo o IBGE.
Em 2010, 2.484 da população eram menor de 15 anos, 7.565 de 15 a 64 anos e 881 65 anos ou mais. A taxa de envelhecimento é de 8,06. Em 2022, 8.005 da população foram alfabetizado e 931 não foi alfabetizado.
Do ponto de vista da desigualdade social, Duas Barras possui um Índice de Gini de 0,44. Este índice varia de zero a um, com o valor zero representando a situação de igualdade total (todos possuem a mesma renda), enquanto o valor um é o de extrema desigualdade (uma só pessoa possui toda a riqueza).

## Educação
Duas Barras tem 15 escolas: 4 estaduais, 11 municipais, 10 de ensino fundamental e nenhuma escolas são particulares.